# Amur
Amur (evenkisk: Тамур, tr. Tamur; russisk: Амур, tr. Amur; kinesisk: 黑龙江; pinyin: Hēilóng Jiāng, dansk: ~ Sorte Drage Flod; manchuisk: , tr. Sahaliyan Ula, dansk: ~ Sorte Vand) er en 2.824 km lang flod i det sydøstligste Sibirien. Amur dannes, hvor floden Sjilka fra Jablonovy-bjergene flyder sammen med Argun fra Hinggan-bjergene. Amur danner over en lang strækning grænsen mellem det kinesiske Manchuriet og Rusland, inden den løber mod nord ved Khabarovsk for at udmunde i det Okhotske Hav nær Tatarstrædet.

## Amurs flodsystem
Med et afvandingsareal på 1.855.000 km² har Amur det 4. største i Rusland efter Jenisej, Ob og Lena og er verdens 10. længste flodsystem. Amurs flodsystem fra kildefloden Arguns uspring er 4.444 km langt. og omfatter 10.610 floder (hvoraf 1.684 vandløb er kortere end 10 km) og 61.426 søer med et areal på 10 599 km² (herunder stagnerende Torreyskie søer).
Amurs floddal betragtes som tre afsnit: i den øverste del af Amurs løb, til udmundingen af floden Zeja, ca. 880 km, er strømhastigheden 5,3 km/t, i den midterste del af Amurs løb, fra udmundingen af Zeja til udmundingen af Ussuri, ca. 975 km, er strømhastigheden 5,5 km/t, og i den nedre del af Amurs løb, fra udmundingen af Ussuri til Nikolaevsk-on-Amur, ca. 966 km, er strømhastigheden 4,2 km/t.
Regn udgør 75% af den årlige afstrømning fra Amur og sommer- og efterårsregnskyl medfører store udsving i vandstanden, der har væsentlig indflydelse på forholdene i floden og floddalen. Vandstanden i flodlejet stiger op til 10-15 meter i de øverste og midterste dele af floden og op til 6-8 m på den nedre del af Amur. Amur oversvømmer floddalen 4-6 gange årligt i forbindelse med kraftige nedbør. I de midterste og nedre dele af Amur er der observeret oversvømmelser i en brede på op til 10-25 km i op til 70 dage, hvilket kan resultere i delvis oversvømmelse af større byer som Blagovesjtjensk, Khabarovsk. I 1897, 1928 og 1956 var der omfattende oversvømmelser. Efter opførelsen af vandkraftværker på de vigtigste bifloder Zeja, Bureja og Sunkhuatszjan er sommer/efterårs oversvømmelserne i floden og mindre udtalte i den nederste del og øger kun vandstanden med 3-6 m. Amurs øvre løb fryser i begyndelsen af november, den nederste del i slutningen af november. Amur er isfri fra slutningen af april i de nedre dele, i begyndelsen af maj i de øvre. Amur er sejlbar i hele sin længde.
Ved udmundingen af Amur i Okhotske Hav er tidevandet mellem 1,5 og 2,6 m.

## Byer
Byerne Blagovesjtjensk, Heihe, Khabarovsk, Amursk, Komsomolsk-na-Amure og Nikolajevsk-na-Amure liggere ved Amur.

## Bifloder
| Kildefloder - Argun - Sjilka | Bifloder - Amgun - Zeja | - - Bureja - Sunkhuatszjan | - - Ussuri - Anjuj |